# Maître Grue
 (novembre 2021).
Si vous disposez d'ouvrages ou d'articles de référence ou si vous connaissez des sites web de qualité traitant du thème abordé ici, merci de compléter l'article en donnant les références utiles à sa vérifiabilité et en les liant à la section « Notes et références ».
Maître Grue est un personnage fictif du film d'animation américain Kung Fu Panda, sorti en 2008.

## Biographie
Grue a grandi en tant que simple paysan d'un village tranquille et a rapidement eu un travail de concierge dans la plus réputée des écoles de Kung Fu, Li Daï. Il était très doué pour tout ranger avec une efficacité et une agilité, mais il lui manquait l'assurance. Sans cela, il restait très réservé, timide et sans bonne estime de soi. Une élève surdouée lui proposa alors de s'essayer dans les examens d'admission à l'école, ce qu'il tenta. Ce fut d'ailleurs le seul parmi tous les élèves à vouloir entrer à Li Daï à avoir passé le test. C'est cette expérience qui lui fit acquérir l'assurance, cette qualité qui lui manquait. Par la suite, grâce à tout cela, il eut une certaine maîtrise de soi et devint l'élève de Maître Shifu, avant de devenir lui-même l'un des cinq cyclones.

## Association
Maître Grue est directement associé, parmi les cinq cyclones, au pragmatique[Quoi ?]. 

## Caractère
Maître Grue est le pragmatique du groupe. Il n'aime pas avoir recours à la violence, il est le genre d'oiseau à réfléchir avant de cogner. Parfois, une vanne bien placée est du meilleur effet[non neutre]. Il fait tout pour éviter le combat, si possible… mais s'il ne peut l'éviter, il fera en sorte de le gagner. La sécurité de ses amis de kung-fu est une priorité pour lui. Il est prêt à risquer sa vie pour protéger la leur.